# Miandrivazo

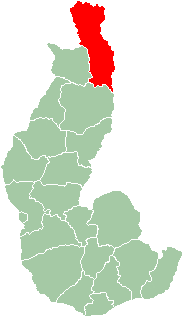
Miandrivazos läge i provensen Toliara.

Miandrivazo är en ort och kommun i den västra delen av Madagaskar. Miandrivazo ligger i distriktet Miandrivazo som är en del av provinsen Toliara i regionen Menabe. Orten har 20 102 invånare (2005). 